# 1039

## Починали
- Ибн ал-Хайтам, арабски учен